# Нагара (Індія)
Нагара — історичне село в окрузі Шимога штату Карнатака в Індії, розташоване за 17 км від Хосанагари та за 84 км від Шимоги. У XVI столітті мало назву Біданур або Біднур (Беднор) і було столицею держави Наяків Келаді.
Нагара мовою каннада буквально означає «місто». Місце розташоване серед зелених густих лісів, які зазнають вирубки. Через село протікає річка Шараваті.
За переписом 2011 року населення становило 2813 мешканців.

## Історія
Спочатку поселення мало назву Бідарухаллі («село з бамбука»). Близько 1640 року воно стало столицею правителів Келаді (Іккері) під назвою Бідарур або Біданур, пізніше перетворившись на Беднур. Селище зростало так швидко, що нібито досягло ста тисяч будинків і в народі називалося Нагара або Нагар, із фортецею, стінами завдовжки 12 км і десятьма воротами.
1763 року Гайдар Алі, фактичний правитель Майсуру, захопив форт Беднура і перейменував поселення в Гайдарнагар або Гайдарнагара, який планував зробити своєю новою столицею. Він заснував там арсенал та монетний двір і закликав купців оселитися в місті. 1783 року Беднур окупували англійці, але Тіпу Султан повернув його. 1789 року перейменовано в Нагар.
Селяни у селі та навколо нього відіграли важливу роль у Нагарському повстанні проти князівства Майсур 1830 року. 1881 року створено муніципалітет, але 1893 року він утратив статус адміністративного центру, і його населення скоротилося.
У Нагарі жив борець за незалежність Індії Шріпаті Рао Баліга (1914—2003), який продовжував працювати на благо села в епоху після здобуття незалежності.

## Пам'ятки
У Нагарі розташовані палац Шівапа Наяка, руїни форту Беднур, резервуар Деваганга, храм Нілакентешвара і храм Гудде Венкатарамана. Форт збудовано на невеликому пагорбі, поруч із озером. Навколо форту прокладено захисний рів із водою.
На пагорбі всередині форту є Дарбар-хол (Королівський двір), руїни палацу, два ставки Акка Тангі Кола (Ставки двох сестер) і гармата. Резервуар Деваганга є групою з семи басейнів для купання.
За 40 км звідси розташований Храм Коллур Мукамбіка. Найближчий аеропорт — міжнародний аеропорт Мангалура, розташований за 146 км.

## Галерея

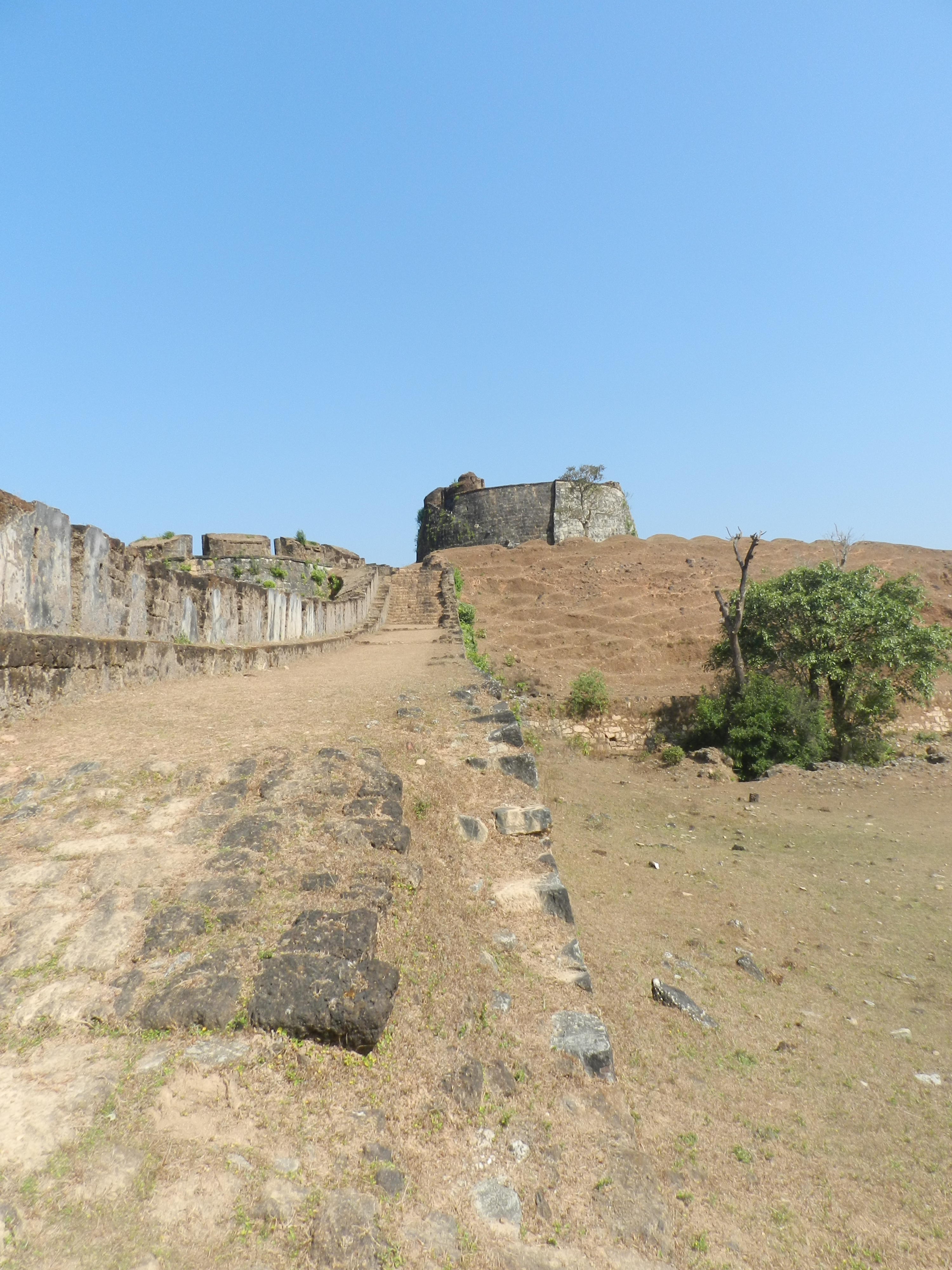
Форт Біданур (Беднор)
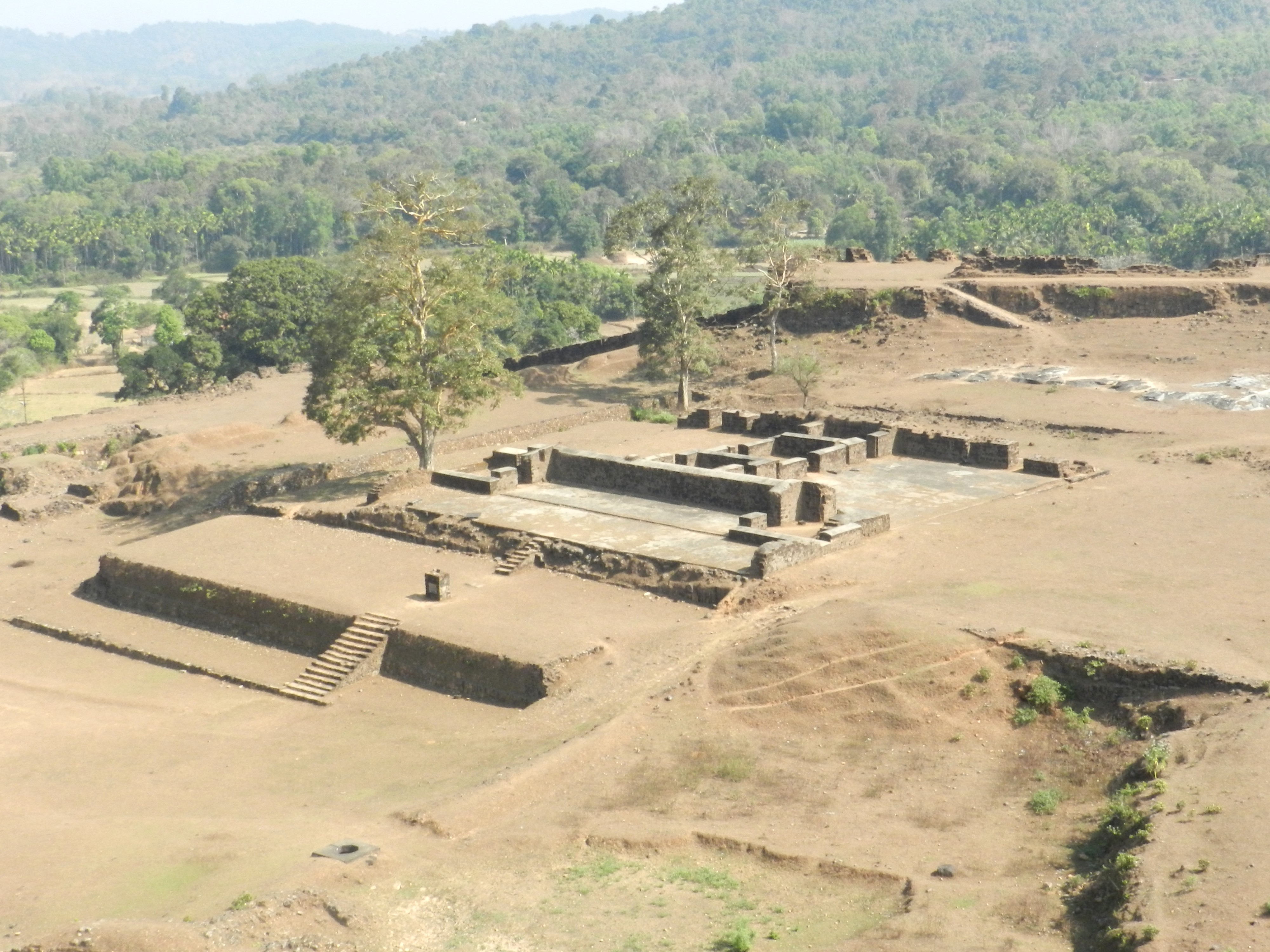
Руїни форту Біданур
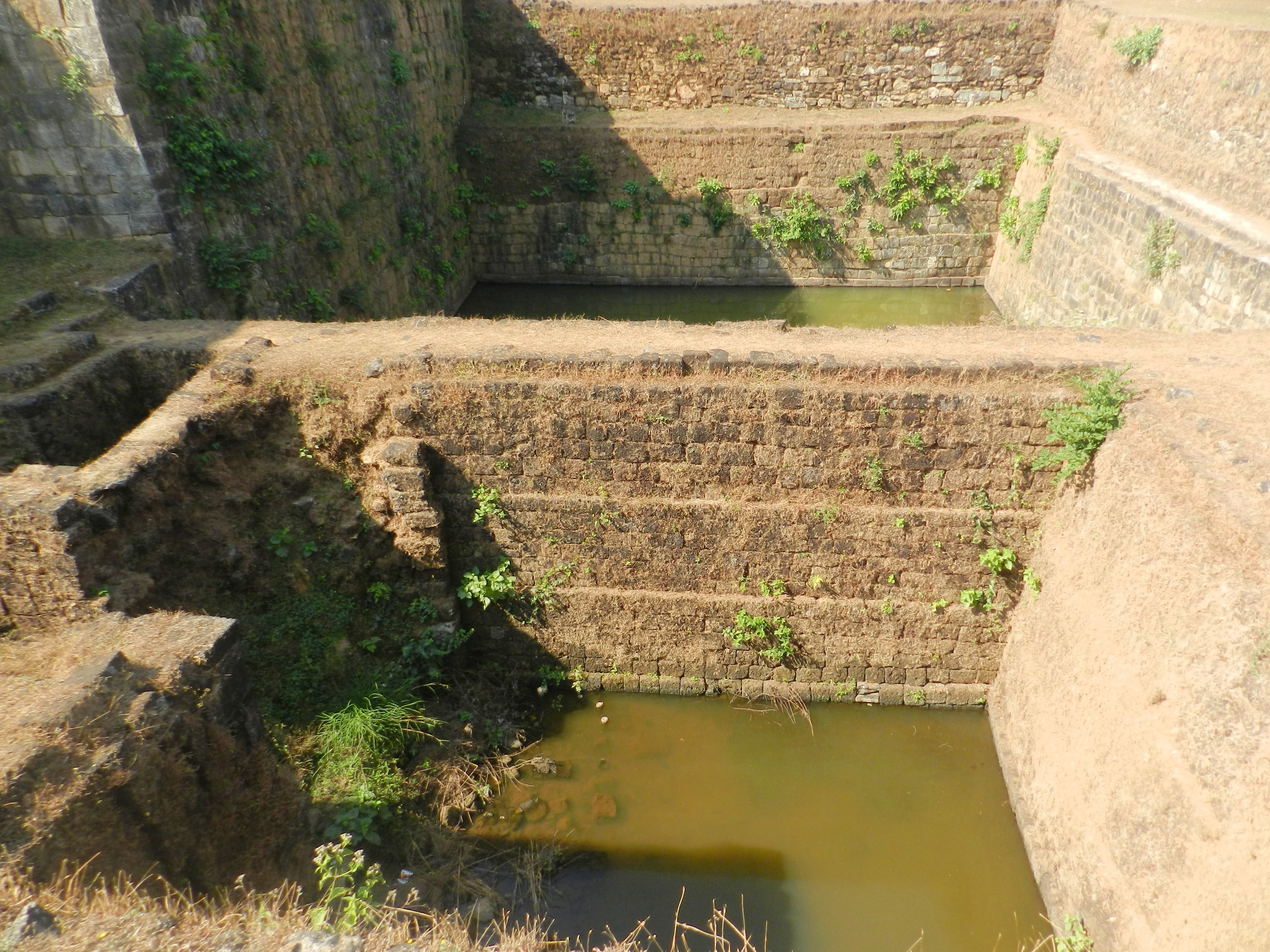
Резервуари на території форту